# Henryk Zamkowski
Henryk Zamkowski (ur. 1852 w Nowogródku, zm. ok. 1 lutego 1933 w Grodnie), znany również jako G. Samkowski, Г.Т. Замковский, „Zameczek” i Hirsz Zamków – polski lekarz. Pełnił funkcję ordynatora w szpitalu żydowskim w Grodnie zyskując reputację jednego z najbardziej wykwalifikowanych lekarzy w mieście.
Był wieloletnim lekarzem domowym i serdecznym przyjacielem Elizy Orzeszkowej.
Pochodził z biednej żydowskiej rodziny. Szkołę średnią ukończył w Kownie w 1871 roku. Ukończył z odznaczeniem fakultet medyczny w Berlinie w 1875 roku, a rok później zdał egzamin państwowy na Uniwersytecie Kijowskim. Rozpoczął praktykę lekarską w Grodnie, rodzinnym mieście matki, gdzie później pełnił funkcję ordynatora w miejscowym szpitalu żydowskim od 1882 roku.
Podczas wojny rosyjsko-tureckiej w 1877 roku pracował jako lekarz w grodzieńskim oddziale Czerwonego Krzyża. W czasie I wojny światowej wyjechał w głąb Rosji, lecz po zakończeniu konfliktu powrócił do Grodna, gdzie kontynuował swoją pracę w szpitalu żydowskim.
Był wieloletnim lekarzem domowym i serdecznym przyjacielem Elizy Orzeszkowej i Stanisława Nahorskiego. Często spędzał wakacje w miejscowościach, gdzie Orzeszkowa i Nahorski wypoczywali latem.
Zamkowski był aktywnym członkiem społeczności medycznej, włączając się w działania Towarzystwa Lekarzy Grodzieńskiej Guberni i biorąc udział w walce z cholerą od 1890 roku. W 1903 roku padł ofiarą tzw. „krwawego pomówienia”. Podczas niemieckiej okupacji w okresie I wojny światowej uczestniczył w organizacji miejskiego szpitala, a w 1919 roku był jednym z organizatorów grodzieńskiego związku zawodowego lekarzy.
Podczas radzieckiego panowania został mianowany starszym lekarzem lokalnego szpitala w 1920 roku i wybrany do Warszawsko-Białostockiej Izby Lekarskiej w 1923 roku. Był również członkiem Komitetu Budowy Pomnika Elizy Orzeszkowej w 1925 roku.
Społeczność Grodna świętowała pięćdziesięciolecie jego praktyki zawodowej w 1926 roku. Zamkowski był także znany z publicznego zaangażowania. Mieszkał przy ulicy Kirchowa 2, a później przy ulicy Zamkowej 2 w Grodnie.
Jego syn J.G. Zamkowski pracował jako profesor okulistyki w Uniwersytecie w Charkowie. Jego córka, po mężu (Zoltán Csáktornyai; 1886-1921) Czaktornay, była cenioną skrzypaczką.
Jego pogrzeb odbył się w czwartek, 2 lutego 1933 roku.